# Daniel Georg Neugeboren

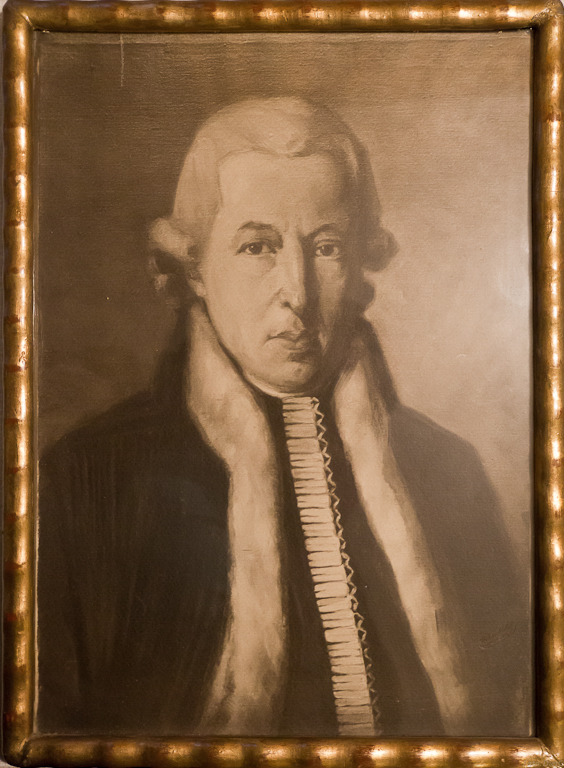
Bischof Daniel Georg Neugeboren

Daniel Georg Neugeboren (* 21. September 1759 in Hermannstadt, Siebenbürgen; † 21. Februar 1822 in Birthälm, Siebenbürgen) war von 1806 bis 1822 Bischof der Evangelischen Kirche A.B. in Siebenbürgen („Sachsenbischof“).
Neugeboren war bereits einige Zeit als Hauslehrer tätig, bevor er an der Universität Leipzig ein Studium der Geschichte und der Theologie absolvierte. Nach seinem Abschluss ging er zurück in seine Heimatstadt und wirkte dort als Lehrer, später auch als Leiter des städtischen Gymnasiums.
Begeistert von den Ideen der Aufklärung, begann Neugeboren ab 1790 zusammen mit einigen Gleichgesinnten die Zeitschrift Siebenbürgische Quartalsschrift zu veröffentlichen. Ab 1799 war Neugeboren auch in der Seelsorge tätig und 1805 übertrug man ihm das Amt des Pastors von Mühlbach (Unterwald). Dort heiratete er auch und hatte unter anderem zwei Söhne; Johann Ludwig und Karl.
1806 wurde Neugeboren zum Bischof der Evangelischen Landeskirche in Siebenbürgen ernannt. Auch in diesem Amt versuchte er, aufklärerische Ideen zu verwirklichen. Er begann, das Schulsystem seiner Heimat Siebenbürgen neu zu gestalten und vereinheitlichte (erneuerte) die Verwaltung der siebenbürgischen Kirche. Das Wichtigste war dabei wohl eine überarbeitete Visitationsordnung, welche Neugeboren 1817 vorlegte.

## Werke (Auswahl)
- Vorschrift für die Consistorien der Augsburger Confessionsverwandten in Siebenbürgen (1817)